# Carola Antezana
Carola Antezana Varela (La Paz, Bolivia; 1974) es una botánica, ecóloga, y bióloga boliviana. En 1994 obtiene su Licenciatura en la Universidad Mayor de San Simón, y en esa casa de altos estudios realizó su defensa de tesis sobre Estudio fitosociológico y ecológico de malezas en el valle bajo de Cochabamba, para obtener su M.Sc.
Recibió entrenamiento científico en el Programa Latinoamericano del Jardín Botánico de Misuri. Trabaja con el "Centro de Biodiversidad y Genética" (CBG) de la Universidad Mayor de San Simón (UMSS) de Cochabamba, Bolivia, en el "Proyecto Políticas y Planeamiento Ambiental del Manejo Participativo de la Biodiversidad", Mancomunidad Unión Amazónica Filadelfia-Bolpebra (MUAFB), en el Departamento de Pando, Bolivia

## Publicaciones
- zachary s. Rogers, carola Antezana, j.r.i. Wood, stephan g. Beck. 2004. A Distinctive New Species of Ovidia (Thymelaeaceae) from Bolivia. Novon 14 (3): 332-336 resumen en línea

- g. Navarro, s. Arrázola, c. Antezana, e. Saravia, m. Atahuachi Burgos. 1996. Series de vegetación de los valles internos de los Andes de Cochabamba (Bolivia). Revista Boliviana de Ecología y Conservación Ambiental 1: 3-20

### informes y capítulos
- j.p. Arce, s. Arrazola, r. Aguayo, c. Antezana, j.m. Lazcano, w. Ferreira. 2009. Consultoría para Política y Planeamiento Ambiental del Manejo Participativo de la Biodiversidad en los municipios de Filadelfia y Bolpebra, Pando, Bolivia (ATN/NP-9750-BO). Informe de Consultoría para el Banco Interamericano de Desarrollo. Centro de Biodiversidad y Genética (CBG-UMSS) y NatureServe, Washington D.C.

### Congresos
- carola Antezana Valera, susana Arrázola, margoth Atahuachi Burgos. 2009. Programa y resúmenes del I Congreso Boliviano de Botánica: 29 y 30 de octubre, 2009

## Honores
Miembro de
- Asociación para la Biología de la Conservación - Bolivia (Capítulo de "Society for conservation Biology". Presidenta del Comité Científico

Responsable Departamental
- por Cochabamba: 1ª Olimpiada Científica Plurinacional Boliviana, 2011

- La abreviatura «Antezana» se emplea para indicar a Carola Antezana como autoridad en la descripción y clasificación científica de los vegetales.[4]